# Noble (Oklahoma)
Noble és una ciutat dels Estats Units a l'estat d'Oklahoma. Segons el cens del 2000 tenia 5.260 habitants.

## Demografia
Segons el cens del 2000, Noble tenia 5.260 habitants, 1.956 habitatges, i 1.486 famílies. La densitat de població era de 162,2 habitants per km².
Dels 1.956 habitatges en un 40% hi vivien nens de menys de 18 anys, en un 58,5% hi vivien parelles casades, en un 13,3% dones solteres, i en un 24% no eren unitats familiars. En el 21% dels habitatges hi vivien persones soles el 7,9% de les quals corresponia a persones de 65 anys o més que vivien soles. El nombre mitjà de persones vivint en cada habitatge era de 2,63 i el nombre mitjà de persones que vivien en cada família era de 3,03.
Per edats la població es repartia de la següent manera: un 28,6% tenia menys de 18 anys, un 8,2% entre 18 i 24, un 31,5% entre 25 i 44, un 20,8% de 45 a 60 i un 11% 65 anys o més.
L'edat mediana era de 34 anys. Per cada 100 dones de 18 o més anys hi havia 85,9 homes.
La renda mediana per habitatge era de 35.250 $ i la renda mediana per família de 40.533 $. Els homes tenien una renda mediana de 30.417 $ mentre que les dones 23.690 $. La renda per capita de la població era de 16.732 $. Entorn del 4,5% de les famílies i el 6,5% de la població estaven per davall del llindar de pobresa.

## Poblacions més properes
El següent diagrama mostra les poblacions més properes.